# Luso Delgado
Luis Eduardo Delgado Pacheco (ur. 4 grudnia 1984 w Saragossie) – hiszpański piłkarz występujący na pozycji pomocnika w Rayo Majadahonda.